# Chinesische Fußballnationalmannschaft (U-20-Frauen)
Die chinesische Fußballnationalmannschaft der U-20-Frauen (中国国家女子青年足球队) repräsentiert die Volksrepublik China im internationalen Frauenfußball. Die Nationalmannschaft ist der Chinese Football Association unterstellt und wird seit 2018 von Peter Bonde trainiert. Der Spitzname der Mannschaft ist 铿锵玫瑰 (Die Stahlrosen).
Die Mannschaft tritt bei der U-20-Asienmeisterschaft und der U-20-Weltmeisterschaft für China an. Den größten Erfolg feierte die Mannschaft mit dem Gewinn der Asienmeisterschaft 2006. Bei der U-20-Weltmeisterschaft erreichte die chinesische U-20-Auswahl mit dem Finaleinzug 2004 und 2006 ihr bisher bestes Ergebnis.

## Turnierbilanz

### Weltmeisterschaft
| Jahr   | Gastgeber       | Platzierung        |
| ------ | --------------- | ------------------ |
| 2002   | Kanada          | nicht qualifiziert |
| 2004   | Thailand        | Vize-Weltmeister   |
| 2006   | Russland        | Vize-Weltmeister   |
| 2008   | Chile           | Gruppenphase       |
| 2010   | Deutschland     | nicht qualifiziert |
| 2012   | Japan           | Gruppenphase       |
| 2014   | Kanada          | Gruppenphase 1     |
| 2016   | Papua-Neuguinea | nicht qualifiziert |
| 2018   | Frankreich      | Gruppenphase       |
| 2020 2 | Costa Rica 2    | – 2                |
| 2022   | Costa Rica      | nicht qualifiziert |

### Asienmeisterschaft
| Jahr   | Gastgeber           | Platzierung  |
| ------ | ------------------- | ------------ |
| 2002   | Indien              | 3. Platz     |
| 2004   | Volksrepublik China | 2. Platz     |
| 2006   | Malaysia            | Asienmeister |
| 2007   | Volksrepublik China | 3. Platz     |
| 2009   | Volksrepublik China | Halbfinale   |
| 2011   | Vietnam             | 3. Platz 3   |
| 2013   | Volksrepublik China | 3. Platz 3   |
| 2015   | Volksrepublik China | Halbfinale   |
| 2017   | Volksrepublik China | 3. Platz     |
| 2019   | Thailand            | Gruppenphase |
| 2022 4 | Usbekistan 4        | – 4          |
| 2024   | Usbekistan          |              |

## Höchste Siege
|   | Datum           | Ort          | Gegner     | Ergebnis | Anlass                  |
| - | --------------- | ------------ | ---------- | -------- | ----------------------- |
| 1 | 13. April 2006  | Kuala Lumpur | Malaysia   | 22:0     | Asienmeisterschaft 2006 |
| 2 | 24. April 2002  | Goa          | Hongkong   | 17:0     | Asienmeisterschaft 2002 |
| 3 | 20. April 2002  | Goa          | Singapur   | 15:0     | Asienmeisterschaft 2002 |
| 4 | 18. August 2015 | Nanjing      | Usbekistan | 9:0      | Asienmeisterschaft 2015 |